# 马鞍列岛
马鞍列岛是浙江省舟山群岛最北部的一组列岛，包括花鸟山、西绿华岛、壁下山、枸杞岛、嵊山等约130个岛礁，总面积约20平方公里。

## 名字起源
马鞍列岛得名于清同治年间英国人在花鸟山上建造灯塔，因岛上两峰对峙形似马鞍，故称崇明县外海诸岛为马鞍列岛，这也是英国人对舟山诸岛所命名中极少被沿用的例子之一。当时英国人称呼陈钱山（今嵊山）为东马鞍岛，李西山（今枸杞岛）为南马鞍岛，花鸟山为北马鞍岛，东、西绿华岛为偏马鞍岛，馒头山为倒骑马鞍岛。

## 马鞍列岛海洋特别保护区
马鞍列岛海域辽阔，海洋物种丰富，其间的嵊山渔港为原舟山渔场的场部所在地，是舟山渔场的中心。为保护该区域生态环境，2005年6月，中国批准建立马鞍列岛海洋特别保护区，这是浙江省继乐清湾西门岛后的第二个海洋特别保护区。2005年10月11日，设立嵊泗县马鞍列岛海洋特别保护区管理局，行使保护区的规划、建设、开发和管理的各项工作，负责实施人工鱼礁、增殖放流、生态养殖示范区、生态旅游景区、生态环境保护、海洋基础调查研究等各项工程的建设。